# 杜巴尔
杜巴尔（Msgr.Eduard Dubar，S.J.，1826年10月12日－1878年7月1日），法国耶稣会士，天主教直隶东南代牧区宗座代牧。
1826年10月12日，杜巴尔出生于法国。1864年9月9日，天主教直隶东南代牧区宗座代牧郎怀仁调任江南代牧区宗座代牧，杜巴尔接任直隶东南代牧区宗座代牧。1865年2月19日祝圣。
1878年7月1日，杜巴尔主教在华北五省大饥荒期间染疫病身亡，年51岁，继任者是步天衢主教（1880年－1900年）。